# Master and Servant Act 1867
Master and Servant Act 1867 var en brittisk parlamentsakt från 1867. Lagen var ett försök att till kriminalisera tjänstefolkets brytande av kontrakt med arbetsgivaren.

### Fotnoter
1. ↑  ”Web Appendix to \Coercive Contract Enforcement” (på engelska). http://www.aeaweb.org/aer/data/feb2013/20100770_app.pdf. Läst 14 maj 2013.